# Gwenn-ha-Du (album)
Pour les articles homonymes, voir Gwenn ha du (homonymie).
Albums de Red Cardell & Bagad Kemper
Fest-Rock
(2013) Un Monde tout à l'envers
(2016)
Gwenn-ha-Du est le 16e album du groupe Red Cardell sorti le 21 octobre 2014, enregistré avec le Bagad Kemper et de nombreux invités. L'album est la bande originale du défilé de la collection éponyme du styliste et brodeur Pascal Jaouen.

## Présentation
L'album est produit par Pascal Jaouen avec l'aide de Jean-Philippe Mauras de Lenn Production. Il est distribué par Coop Breizh. La musique est diffusée lors des défilés de la collection « Gwenn ha Du » de Pascal Jaouen. À noter que le 8 juillet 2015, pour le défilé « Bigoudènes », Jean Paul Gaultier utilise sans l'autorisation de Red Cardell Brigand de l'album Falling in love.

## Liste des titres
| No  | Titre                        | Durée |
| --- | ---------------------------- | ----- |
| 1.  | Yeun                         |       |
| 2.  | Mélodie du chasseur          |       |
| 3.  | Le Cercle                    |       |
| 4.  | Ton Bale Loeiz ar Moign      |       |
| 5.  | Gavotte Pourlet dub unan     |       |
| 6.  | Gavotte pourlet dub daou     |       |
| 7.  | Rio de las Rias              |       |
| 8.  | 125th                        |       |
| 9.  | Dès l'aube                   |       |
| 10. | Orient                       |       |
| 11. | Kopanitza                    |       |
| 12. | Péplum                       |       |
| 13. | Les Gras                     |       |
| 14. | Sklabé                       |       |
| 15. | Et si nous n'étions que deux |       |
| 16. | Diougan Gwenc'hlan           |       |
| 17. | We are white we are Black    |       |
| 18. | Perlez Kornog                |       |
| 19. | Sheshory                     |       |
| 20. | Et si nous n'étions que deux |       |
| 21. | Sous les étoiles             |       |

- Textes : Jean-Pierre Riou, Armel An Hejer, Tanya Morgan, Hurtopravci
- Musiques : Red Cardell, Bagad Kemper

## Crédits

### Musiciens

#### Les musiciens de Red Cardell
- Jean-Pierre Riou : chant, guitare électrique et acoustique, basse, banjo, mandoline, bombarde, flûte
- Manu Masko : batterie, percussions, claviers, programmations, chant
- Mathieu Péquériau : harmonica, washboard

#### Les musiciens du Bagad Kemper
- Direction musicale - Penn-soner : Steven Bodénès
- Responsable bombardes : Gwendal Poder
- Responsable batteries : Tanguy Jourdren
- Responsable cornemuses : Florent Bergeron
- Responsable percussions : Erwan Poder

#### Les invités
- Armel an Héjer : chant
- Tanya Morgan : chant
- Hurtopravci : chœurs
- Ronan Le Bars : uilleann pipes, cornemuse
- Pierre Stéphan : violon
- Pierre Sangra : violon, violoncelle
- Thomas Moisson : accordéon

### Réalisation
- Réalisé par : Red Cardell (Manu Masko et Jean-Pierre Riou)
- Arrangements : Pierre Stéphan (2), Pierre Sangra (14), Armel an Hejer (15)
- Mixé par : 
  - Nicolas Rouvière, Studio Le Chausson, Plestin-les-Grèves
  - Manu Masko, Studio 130 underground, Niort
  - Jean-Pierre Riou, Studio 5 "Chez nous face à la mer", Locquirec
  - Pierre Sangra, Studio Abeille Road, Paris (19)
  - Ariel Borujow, Studio Tree House, Brooklyn (8)
- Enregistrement :
  - Nicolas Rouvière, prise de son Bagad Kemper, manoir de Kerriou C'hoat, Saint-Evarzec
  - Eric Cervera, Studio Near Deaf Experience, Lanmeur (19)
  - Pierre Stéphan, Violon et Pipe, Kersco (1-2-3-17)
- Masterisé par : Raphaël Jonin